# Dambadžavyn Cend-Ajúš
Dambadžavyn Cend-Ajúš nebo Cend-Ajúš Dambadžav (* 15. května 1952) je bývalý mongolský zápasník.

## Sportovní kariéra
Pochází z ajmagu Chövsgöl z chalchské kočovné rodiny. Od dětství se věnoval tradičnímu mongolskému zápasu böch. V tradičním mongolském zápasu je několikanásobným mistrem svého regionu. Do mongolské samistické a judistické reprezentace byl vybrán v roce 1974. V sambu je mistrem světa z roku 1981 ve střední váze do 90 kg. V judu se na mezinárodní úrovni výrazně neprosadil. Na olympijských hrách startoval v roce 1976 a 1980. Páté místo z moskevské olympiády v roce 1980 v soutěži bez rozdílu vah bylo dáno shodou okolností v opravách kam ho vytáhl jeho přemožitel ze základní části Dietmar Lorenz z Východního Německa.
V roce 1984 ho o třetí účast na olympijských hrách v Los Angeles připravil mongolský bojkot her. Sportovní kariéru ukončil v roce 1988. Věnuje se trenérské práci. Jeho syn Očirbat a dcera Cerennadmind se prosadili v judistické a sambistické reprezentaci.

## Výsledky

### Judo

#### Váhové kategorie
| Turnaj            | 1975         | 1976         | 1977         | 1978         | 1979         | 1980         | 1981         | 1982      | 1983      | 1984      |
| Turnaj            | 23           | 24           | 25           | 26           | 27           | 28           | 29           | 30        | 31        | 32        |
| Turnaj            | střední váha | střední váha | střední váha | střední váha | střední váha | střední váha | střední váha | polotěžká | polotěžká | polotěžká |
| ----------------- | ------------ | ------------ | ------------ | ------------ | ------------ | ------------ | ------------ | --------- | --------- | --------- |
| Olympijské hry    |              | úč.          |              |              |              | úč.          |              |           |           | —         |
| Mistrovství světa | úč.          |              |              |              | —            |              | úč.          |           | úč.       |           |

#### Bez rozdílu vah
| Turnaj            | 1975 | 1976 | 1977 | 1978 | 1979 | 1980 | 1981 | 1982 | 1983 | 1984 |
| Turnaj            | 23   | 24   | 25   | 26   | 27   | 28   | 29   | 30   | 31   | 32   |
| ----------------- | ---- | ---- | ---- | ---- | ---- | ---- | ---- | ---- | ---- | ---- |
| Olympijské hry    |      | —    |      |      |      | 5.   |      |      |      | —    |
| Mistrovství světa | —    |      |      |      | —    |      | úč.  |      | —    |      |

### Sambo
| Turnaj            | 1979 | 1980 | 1981 | 1982 | 1983 | 1984 |
| Turnaj            | 27   | 28   | 29   | 30   | 31   | 32   |
| Turnaj            | -90  | -90  | -90  | -90  | -90  | -90  |
| ----------------- | ---- | ---- | ---- | ---- | ---- | ---- |
| Mistrovství světa | 2.   |      | 1.   | 2.   | 3.   | 3.   |